# Eutachycines nigricauda
Eutachycines nigricauda is een rechtvleugelig insect uit de familie grottensprinkhanen (Rhaphidophoridae). De wetenschappelijke naam van deze soort is voor het eerst geldig gepubliceerd in 1919 door Lucien Chopard.